# Port lotniczy Erigavo
Port lotniczy Erigavo (kod IATA: ERA, kod ICAO: HCMU) – lotnisko obsługujące miasto Ceerigaabo (Somaliland).